# Parribacus holthuisi
Parribacus holthuisi is een tienpotigensoort uit de familie van de Scyllaridae. De wetenschappelijke naam van de soort is voor het eerst geldig gepubliceerd in 1954 door Forest.